# Загван (вилайет)
Загва́н (араб. ولاية زغوان‎) — вилайет на северо-востоке Туниса.
- Административный центр — город Загван.
- Площадь — 2 768 км², население — 168 100 человек (2007 год).

## География
На севере граничит с вилайетом Мануба, на северо-востоке с вилайетом Бен-Арус, на востоке с вилайетом Сус, на юге с вилайетом Кайруан, на западе с вилайетами Сильяна и Беджа.
Наивысшая точка — гора Загван 1295 м.

## Административное деление
Вилайет Загван делится на 6 округов:
- Бир-Мшерга (Bir Mcherga)
- Эль-Фахс (El Fahs)
- Надур (Nadhour)
- Саваф (Saouaf)
- Загван (город) (Zaghouan)
- Зриба (Zriba)